# Y som Yrsa
Y som Yrsa er en kortfilm instrueret af Kari Vidø efter manuskript af Kari Vidø.

## Handling
Yrsa lever en glasklokketilværelse. Hendes mand Daniel har travlt med sin nye lampeforretning. Udenfor larmer gravkøerne. En dag læser hun en annonce om privat rengøringshjælp. Hun får jobbet. Den fremmede giver hende sin nøgle, og underlige ting sker.